# Дневник Ане Франк (филм)
„Дневник Ане Франк“ је југословенски телевизијски филм из 1959. године. Режирала га је Мирјана Самарџић, а сценарио је написао Френсис Гудрич који је адаптирао Јован Коњовић.

## Улоге
| Глумац          | Улога |
| --------------- | ----- |
| Милена Дапчевић |       |
| Рада Ђуричин    |       |
| Дејан Ђуровић   |       |
| Божидар Дрнић   |       |
| Хуго Клајн      |       |
| Мата Милошевић  |       |